# Helado suave

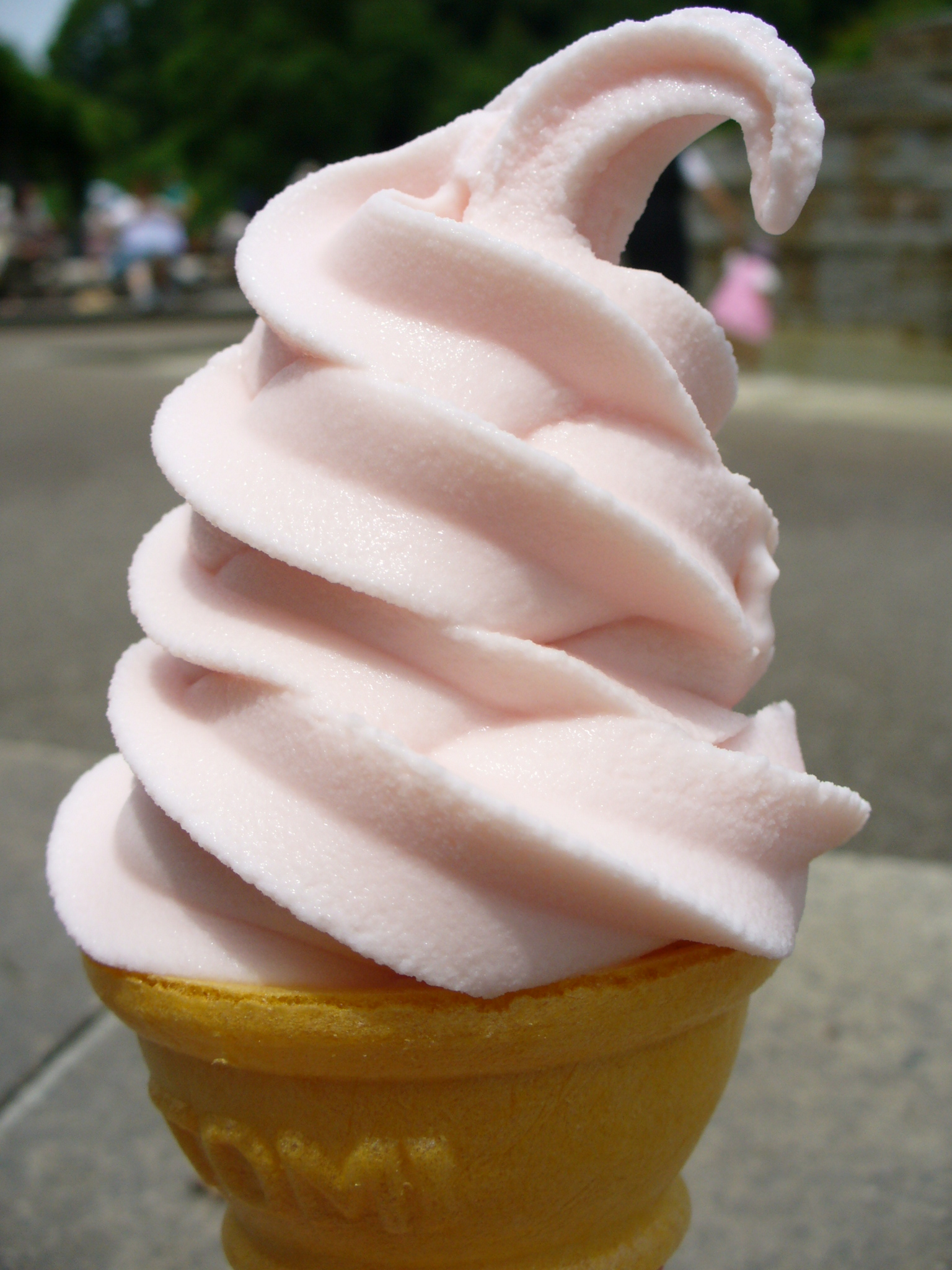
Cono de helado suave de fresa.

El helado suave (en inglés soft serve, a veces abreviado softie) es un tipo de helado más suave de lo normal. En algunos lugares de Argentina este tipo de helado es conocido como "candy". En Chile se les conoce coloquialmente como "Helado de Máquina", para diferenciarlos de los barquillos tradicionales.

## Historia
El primer helado suave fue comercializado en 1938 por J. F. «Grandpa» McCullough y su hijo Alex McCullough, futuros cofundadores de la cadena de heladerías y restaurantes de comida rápida Dairy Queen.
Los primeros helados soft en Uruguay fueron introducidos por Tienda Inglesa alrededor de 1985.

## Características
El helado suave suele tener un contenido graso inferior (del 3 al 6%) al del helado normal (10 al 18%) y se produce a una temperatura de unos −4 °C, mientras el helado normal se almacena a −15 °C. Una temperatura más alta permite que las papilas gustativas perciban más sabor. El helado suave contiene aire, introducido en el momento de su congelación. El contenido de aire puede variar del 0 al 60% del volumen total del producto final. La cantidad de aire altera el sabor del producto final. Las variedades con menos cantidad de aire tiene un sabor fuerte y escarchado y parecen más amarillas. Las que tienen más aire cuentan con un sabor más cremoso, suave y ligero y parecen más blancas. La cantidad óptima de aire viene determinada por los demás ingredientes y el sabor deseado. Suele aceptarse que el contenido ideal de aire debe estar entre el 33 y el 45% del volumen. Por encima de esto el producto pierde sabor, tiende a aplastarse al perder aire y se funde más rápidamente.
Todos los helados, incluyendo los suaves, deben congelarse rápidamente para evitar la cristalización. Con el helado suave, esto se logra gracias a una máquina especial en el punto de venta. El producto premezclado se introduce en la cámara de almacenaje de la máquina, donde se mantiene a +3 °C. Cuando el producto se sirve, la mezcla fresca se combina con la cantidad deseada de aire por gravedad o con la ayuda de una bomba. Entonces bate y se congela rápidamente, almacenándose hasta que se necesita.

## Terminología
- Softcream (ソフトクリーム sofutokuriimu?) se usa para describir un producto análogo en Japón, tanto salado como dulce, con sabores típicos de Asia como wasabi, sésamo, ume o ciruela, rosa, kabocha o calabaza japonesa, melocotón y uva, entre otros.
- Creemee: término empleado principalmente en Nueva Inglaterra, y especialmente en Vermont. Tiene una consistencia mucho más cremosa que el helado suave convencional.
- גלידה אמריקאית (literalmente ‘helado americano’): es el término aplicado al helado suave en Israel.